# Чумацький провулок (Київ)
Чума́цький прову́лок — провулок у Голосіївському районі міста Києва, місцевість Добрий Шлях. Пролягає від Горяної вулиці до кінця забудови (поблизу вулиці Ціолковського). 
Прилучаються вулиці Райгородська, Чумацька, Листопадна, Цимбалів Яр та Інгульський провулок.

## Історія
Провулок виник у середині XX століття, мав назву Нова вулиця. З 1955 по 2022 роки вулиця мала назву Уральський, на честь Уральських гір. Сучасна назва — з серпня 2022 року, походить від слова чумацтво.